# Arsenal Shipka
A Shipka é uma submetralhadora 9 mm búlgara produzida em 1996 pela empresa búlgara Arsenal. O nome é uma referência ao famoso Passo de Shipka, perto da sede do Arsenal em Kazanluk, nos Bálcãs, onde voluntários búlgaros e tropas russas derrotaram o Império Otomano durante a Guerra Russo-Turca de 1877, libertando assim a Bulgária. A Shipka foi desenvolvida para a polícia e os militares búlgaros.

## Projeto
A Shipka é uma arma compacta originalmente destinada ao uso por tripulações de veículos blindados, pilotos e outros atiradores que podem exigir uma arma de curta distância ou tiros direcionados a distâncias mais longas.
O protótipo e as versões de pré-produção da Shipka foram calibradas em 9×25mm Mauser e usavam um carregador tipo cofre de 30 tiros. Versões de produção foram produzidas em 9×18mm Makarov com um carregador de 32 tiros. Após a entrada da Bulgária na OTAN, foi introduzida uma versão em 9×19mm Parabellum com um carregador de 25 tiros.
O projeto é uma operação direta de blowback disparando a partir de um ferrolho aberto. O receptáculo inferior junto com o punho da pistola e o guarda-mato são feitos de polímero, o receptáculo superior é feito de aço. A coronha simples é feita de fio de aço e dobra-se no lado esquerdo da arma.